# フェリペ・ペドレル
フェリペ・ペドレル・サバテー（Felipe Pedrell Sabaté, 1841年2月19日 トゥルトーザ - 1922年8月19日 バルセロナ）は、カタルーニャ出身のスペインの作曲家・音楽学者・音楽理論家。カタルーニャ語の本名は、フェリプ・ペドレイ・イ・サバテー（Felip Pedrell i Sabaté）。

## 人物
音楽教師として名高く、イサーク・アルベニスを啓発し、エンリケ・グラナドスやマヌエル・デ・ファリャといったスペイン人作曲家を育て上げたことから、「スペイン国民楽派の父」とも呼ばれる。そのほかの重要な門人にロベルト・ジェラールがいる。
ローマに留学中に、同地の古文書館に集成されたスペイン音楽の偉大な伝統を知るようになる。ペドレルの関心は、軽い声楽曲においても、また歴史的な芸術音楽の形成においても、スペインの国民様式を確立することであった。ペドレルの音楽学研究の精華は、トマス・ルイス・デ・ビクトリア作品全集（opera omnia）の刊行（1902年～1913年）である。
1873年にバルセロナ円形劇場（バルセロナ歌劇場）の監督に就任。1894年に高校教諭としてマドリッドに赴任。この頃はアンドレス・セゴビアやエミリオ・プジョルのような有名な音楽家と接触をとっていた。1904年にバルセロナに戻った。
作曲家としてはほとんど独学であり、歌劇《ピレネーの人々 Els Pireneus》（1891年作曲、1902年1月4日バルセロナ初演）のほか、いくつかのサルスエラや管弦楽曲、室内楽、宗教曲、声楽曲を遺した。